# Асакава, Тиэко
Тиэко Асакава (яп. 浅川 智恵子) — слепая японская специалистка в области информатики, известная своей работой на IBM Research в Токио в отрасли разработки доступных интерфейсов. Плагин для browser «Netscape», который она разработала, «IBM Home Page Reader», стал самой распространённой системой озвучивания интернет-страниц. Асакава стала лауреатом многочисленных отраслевых и государственных наград.

## Образование и карьера
Асакава родилась с нормальным зрением, но начала слепнуть после того как повредила зрительный нерв после несчастного случая во время плавания; в 14 лет она перестала видеть. Она получила степень бакалавра по английской литературе в Университете Отэмон Гакуин, в Осаке в 1982 году, после чего начала двухгодичный курс компьютерного программирования для незрячих людей используя аппарат «Optacon», которая переводит печать в тактильные ощущения. Она присоединилась к IBM Research, заняв временную должность в 1984 году, и стала постоянным научным сотрудником годом позже. В 2004 она получила степень кандидата наук по инженерии от Токийского университета.

## Научный вклад
Исследовательские проекты Асакавы включали разработку текстового процессора для документов шрифтом Брайля, электронной библиотеки для документов шрифтом Брайля, разработку плагина для браузера «Netscape», который конвертировал текст в речь и добавлял более удобный механизм веб-поиска для незрячих людей, а также разработку системы, которая бы позволила зрячим веб-разработчикам получить опыт исследования Интернета с точки зрения незрячих людей.
Плагин Асакавы стал продуктом IBM в 1997 году, — «IBM Home Page Reader» и в течение пяти лет он был самой распространенной доступной системой перевода текста в речь. Позже она занялась доступным управлением мультимедийным контентом для людей с ограниченными возможностями, технологическим и социальным изменениям, которые позволят пожилым людям работать дольше, прежде чем уйти на пенсию, и разработке технологии, которая позволила бы сделать физический мир более доступным незрячим людям.

## Награды и знаки отличия
Асакава была введена в Международный зал славы женщин в области технологий в 2003 году. Она получила звание IBM Fellow, — высшая награда компании IBM для своих сотрудников, в 2009 году, став таким образом пятой гражданкой Японии и первой женщиной среди японцев с такой наградой. В 2011 году Институт Аниты Борг для женщин и технологий предоставил ей награду Women of Vision Award. Она была ключевым оратором на IV Международной конференции разработки программного обеспечения для повышения доступности и борьбы с исключением из информационного поля людей с ограниченными возможностями (англ. Fourth International Conference on Software Development for Enhancing Accessibility and Fighting Info-exclusion, DSAIE 2012). В 2013 году японское правительство наградило её Медалью Почета с Пурпурной лентой. Статья, которую она написала в 1998 году вместе с Такаси Ито, описывающая их работу в веб-интерфейсе для незрячих людей, победила в англ. ACM SIGACCESS Impact Award 2013.
- Введена в Национальный зал славы изобретателей США (2019)